# Rastislav Bokor
Rastislav Bokor (* 1. října 1967) je bývalý slovenský fotbalista.

## Fotbalová kariéra
V československé lize hrál za TJ Spartak TAZ Trnava. Nastoupil v 1 ligovém utkání.

## Ligová bilance
| Ročník                                   | Zápasy | Góly | Klub                  |
| ---------------------------------------- | ------ | ---- | --------------------- |
| 1. československá fotbalová liga 1988/89 | 1      | 0    | TJ Spartak TAZ Trnava |
| CELKEM                                   | 1      | 0    |                       |